# Biancone di Portoferraio
Biancone di Portoferraio ist eine autochthone Weißweinsorte auf der Insel Elba in Italien. Empfohlen ist ihr Anbau ferner innerhalb der gesamten der Provinz Livorno in der Toskana. Auf der Insel Elba, die zur Provinz Livorno gehört, liegt zudem der Ort Portoferraio, der namensgebend wirkte. Obwohl sie der auf Korsika bekannten Sorte Biancone ähnelt, sind sie laut Pierre Galet nicht identisch. In Australien wird die Biancone di Portoferraio in kleinem Umfang angebaut. Der Wein der dort bekannten Anpflanzungen (ca. 45 Hektar) sind zur Destillation gedacht.
Die sehr spätreifende Sorte ist sehr ertragsstark und ergibt einfache Tafelweine, die im Verschnitt in den DOC Wein Elba Eingang findet. 
Biancone ist auch das Synonym der Rebsorten Biancame, Fermana Bianca und Paga Debiti. Die Sorte Biancone di Portoferraio ist aber nicht identisch mit diesen Sorten.
Siehe auch die Artikel Weinbau in Italien, Weinbau auf Korsika und Weinbau in Australien sowie die Liste von Rebsorten.

## Synonyme
Die Rebsorte Biancone di Portoferraio ist ebenfalls unter den Namen Biancona, Biancone, Corcesco, Folle verte d'Oleron und Pagadebiti di Porto San Stefano bekannt.

## Ampelographische Sortenmerkmale
In der Ampelographie wird der Habitus folgendermaßen beschrieben:
- Die Triebspitze ist offen. Sie ist spinnwebig behaart, gelbgrünlich gefärbt mit leicht rötlich-bronzefarbenem Anflug. Die gelblichen Jungblätter sind ebenfalls spinnwebig behaart.
- Die großen Blätter sind fünflappig und deutlich gebuchtet (siehe auch den Artikel Blattform). Die Stielbucht ist lyren-förmig offen (seltener geschlossen). Das Blatt ist spitz gesägt. Die Zähne sind im Vergleich der Rebsorten sehr eng gesetzt. Die Blattoberfläche (auch Blattspreite genannt) ist blasig derb.
- Die walzenförmige Traube ist mittelgroß bis groß und dichtbeerig. Die rundlichen bis leicht ovalen Beeren sind mittelgroß und von nahezu weißlicher Farbe.

Biancone di Portoferraio reift ca. 30 Tage nach dem Gutedel und gilt damit als sehr spät reifend. Sie ist eine Varietät der Edlen Weinrebe (Vitis vinifera). 